# Henri Hiltl
Henri Hiltl, de son nom de naissance Heinrich Hiltl, est un footballeur autrichien naturalisé français, né le 8 octobre 1910 à Vienne (Autriche) et mort le 25 novembre 1982. Il était attaquant.

## Carrière de joueur
- 1925-1929 : Brigittenauer AC ( Autriche)
- 1929-1935 : Wiener Sport-Club ( Autriche)
- 1935-1939 : Excelsior AC Roubaix ( France)
- 1939-1940 : RC Paris ( France)
- 1944-1945 : Excelsior AC Roubaix ( France)
- 1945-1948 : CO Roubaix-Tourcoing ( France)

## Carrière d'entraîneur
- 1950–1959 : Stade Olympique de Merlebach
- Excelsior Mouscron
- ~ 1960 - 1965) Union Sportive Tourquennoise

## Palmarès
- International autrichien (1 sélection)
- International français A de 1940 à 1944 (2 sélections)
- Finaliste de la Coupe Mitropa en 1931 avec le Wiener Sport-Club
- Coupe d'Autriche de football en 1931 avec le Wiener Sport-Club
- Vainqueur du championnat des Flandres en 1944 avec l'Excelsior de Roubaix-Tourcoing
- Champion de France en 1947 avec le CO Roubaix-Tourcoing
- Vainqueur de la Coupe de France en 1940 avec le RC Paris